# Puente Arrobi
El puente Arrobi es un pequeño puente sobre el río Urrobi de estilo románico situada en el municipio de Burguete (Navarra, España). Es más conocido popularmente como puente Romano, aunque sus orígenes no son romanos sino medievales.

## Descripción
Es un sencillo puente de un solo ojo de arco semicircular y estilo románico. Permite vadear el río Urrobi, un afluente del Irati nacido en la vertiente meridional del Puerto de Ibañeta. Este puente se encuentra en el antiguo camino que desde Burguete iba hacia el valle de Arce. Se sitúa a algo más de 1,5 km de distancia del pueblo de Burguete. La actual carretera NA-140 atraviesa el mismo río unos 100 metros aguas abajo de este puente medieval.
Los peregrinos medievales que pasaban por Burguete escogían generalmente la ruta de mayor afluencia que iba a través de Espinal y Viscarret. Sin embargo algunos tomaban una ruta menor paralela que discurría por terrenos de Arrubi hacia Bidausi y luego a través del Valle de Arce. El puente de Arrobi se encontraba en esta ruta secundaria.

## Bien de interés cultural
El puente figura como elemento asociado, con el número 159, del bien «Caminos de Santiago de Compostela: Camino francés y Caminos del Norte de España», declarado Patrimonio de la Humanidad por la Unesco en 1993 y ampliado en 2015.